# トミカヒーロー レスキューファイアー
『トミカヒーロー レスキューファイアー』 （Tomica Hero Rescue Fire） は、2009年4月4日より2010年3月27日までテレビ東京系列で毎週土曜8:00 - 8:30に放映された日活・テレビ愛知制作の特撮テレビドラマ。トミカヒーローシリーズの第2弾。ハイビジョン制作。

## 特徴
『トミカヒーロー レスキューフォース』の続編として制作され、一部の設定も引き継いでいる。制作会社は松竹から日活に変更されたが、スタッフの多くはそのまま移行している。日活が特撮テレビドラマを制作するのは1974年の『電撃!! ストラダ5』以来であった。
戦いよりも人命救助を優先するという各回のパターンは前作を踏襲している。ただし、前作が敵との戦いを放棄してでも人命救助を優先するという描写が散見されたのに対し、本作品は人命救助を終えた後に敵怪人である火炎魔人との戦いに挑むというパターンになっており、アクションに特化した内容になっている。
ストーリー展開上の主な特徴は前作が主人公を取り囲む環境がその理解者で固められていたのに対し、本作品では主人公・炎タツヤに対する批判者を設定することで彼が周囲の登場人物との性格の不一致による衝突や葛藤を繰り返しながら成長していくと同時に、彼の存在が周囲に影響を与えていく過程を描いていることが挙げられる。また主人公のみならず、登場人物一人一人の過去を描くことで彼らの心境の変化や人間性を深く掘り下げる描写もなされている。
主題歌は、タカラトミーがスポンサーの作品として初めて、JAM Projectが担当している。また、この関係から音楽制作会社を契約レコード会社であるランティス（メインレーベルのLantisレーベル）へ変更された。
キャラクターデザインのベースは消防士であり、スーツやツール、1号ビークルであるファイアードラゴンなどに表れている。
第5話までは、前作と同じくアバンタイトルで主人公たちから視聴者への注意を呼びかけるメッセージがあったが、第6話以降では廃止された。その代わりに前作にもあったビークルやファイナルレスキューを紹介するコーナー「きょうのレスキュー講座」が追加された。これがない場合、予告が通常よりも長くなる。また、第33話以降からはタイトル表示にて、東映のスーパー戦隊シリーズと同じようにタイトルコールが追加された。
また、レスキューフォースのビークルや隊員が出た際、ファイナルレスキューやマックス着装や合体などのCGは前作の映像を使用している。また、第37・38・43・44話ではレスキューフォース放送時に使われたBGMも流れた。しかし、スーツアクターは前作とは異なる。

## あらすじ
2009年（平成21年）、世界消防庁の組織レスキューフォースの活躍により、悪の組織ネオテーラは壊滅し世界は平和を取り戻した。しかし平和は長くは続かなかった。北極の氷河に封印されていた謎の古代種族ジャカエンが活動を始め彼らが操る炎によって超災害以上の脅威「超火災」が世界各地で発生する。
「超火災」を爆裂的に鎮火するため、海外に活動の場を移したレスキューフォースに変わり、世界消防庁は新たなるレスキューチーム「レスキューファイアー」を結成した。

## 登場人物

### レスキューファイアーと関係者
レスキューファイアーとは、レスキューフォースの技術を元に世界消防庁が結成した消防・救急活動に特化したレスキューチームである。着装ブースを使わずにどこでも着装が可能、ファイナルレスキューを上官からの許可無しで使用できる、ビークルは小型の方が先に出場し火炎魔人が巨大化した際に大・中型ビークルを出場させる、小型ビークル発射機能をファイナルレスキューに活用するなどといった、技術や権限がレスキューフォースからさらに発展されている。メインテーマは前作の超災害の鎮圧に対し、本作品では超火災の鎮火に変更されている。
炎 タツヤ（） / ファイアー1 / ファイアー1X
本作品の主人公。19歳。血液型はB型。一人称は「俺」。レスキューファイアーに配属された最年少の新米隊員で、レスキューファイアーのリーダー。普段から笑顔を絶やさない明るい性格。6歳のころのクリスマスに消防士だった両親を火災で失い、ひまわり学園という孤児院に引き取られて育ったという過去を持つ。大河によればひまわり学園に引き取られる前の2年間は親戚の家で過ごしていたが、相当辛い目に遭っていたとのこと。また、ユウマがタツヤ本人からその間は一度も笑ったことが無いと聞かされた。
明朗快活な性格で熱い魂を持った青年でやる気は十分だが、入隊したばかりのころは隊員の資質としては未熟で、先走りしてしまうことからやる気が空回りしてしまうこともあり、大河やリツカからよく叱られていた。その結果、第24話で超火災がない場所でしかも、避難途中の人間がいるにもかかわらずに三幹部に対してファイナルレスキューを使おうとしたことで、大河から「レスキューファイアーとして大切な物を見失っている」と指摘された。本人は、「ジャカエンをぶっ潰すことに決まっている」と考えていたが、結果的にパワーアップしたウカエンに敗北し、強くなりたいと焦りを募らせる。その後、零次から薪割りの訓練で、彼から心に邪念があると指摘されるが、ひまわり学園の面々との触れ合いで、自分を取り戻す。ファイアー1Xになって以降は、直々に訓練を受け失敗するようなことは少なくなり、他のメンバーのサポート的な役割も担うようになった。
通勤はバイクで行っている。スーツカラーはオレンジ色。解散後は、世界の平和を守るため、Qスケと共に世界を旅している｡
Qスケ
タツヤのレスキューメガホーンから変形するロボット。タツヤの相棒であり、お目付け役を務める。生意気で調子のいい性格だが、時折大胆な面も見せる。世界消防庁のスーパーコンピュータにアクセスすることやガイアレオンやエクスドラゴンなどのAIを搭載したマシンとのある程度の意志の疎通が出来る。フェミニストでリツカやタマちゃんと仲が良く、特にプライベートではタマちゃんに抱かれていることが多い。
正式名称はレスキューメガホーン型新人育成ロボ「TF-Q」だが、長いということでタツヤに愛称が付けられ、本人も最初は拒んでいたがタマちゃんに可愛いと言われて気に入っている。記録された大河の声を利用して声マネもできる。また、独断でファイナルレスキューの発動を拒否することができる。
恵 ユウマ（） / ファイアー2
21歳。血液型はO型。一人称は「自分」。優しく力自慢の隊員でタツヤのよき理解者だが、食べ物の好みが全く合っていなかった。戦闘時やビークルを操縦しているときには豪快な面が露になる。江戸時代から続く代々火消しを生業としている家系に生まれ、父親のタツゴロウはとび職の棟梁で、自身もかつてはとび職人だった。実家は母親のヨシエがもんじゃ焼き屋も経営しているが、ユウマ自身はお好み焼きも好物である。
スーツカラーはシルバー。解散後はタマちゃんと結婚し、救急救命士となった｡
雪 リツカ（） / ファイアー3
19歳。血液型はA型。一人称は「私」。レスキューファイアーの紅一点。文武両道に優れたクールで真面目で男勝りな性格と、任務遂行の完璧さから「クールビューティ」「ミス・パーフェクト」の異名を持つ反面、動物が大好きでその際は笑顔になってしまうためそのことを当初はメンバーに黙っていた。自分にも他人にも厳しく規律を守らないもの、未熟なものには容赦がない。当初は未熟で空回りしがちなタツヤとは衝突しがちだったが、後にお互いを認め合うようになり、食堂などでタツヤやタマちゃんたちと一緒にいることも多くなった。しかしツバサに対しては「表面上はタツヤを認めていない」と発言している。
父親は優秀な消防士だったが、超災害の現場で多くの人命を救ったのと引き換えに殉職している。なお前作での女性隊員は場所に応じてスカートとショートパンツを使い分けていたが、本作品ではショートパンツの上にスカートを着用している。スーツカラーはグリーン。解散後はレスキュー訓練センターの教官となり、新人隊員を育成。厳しい指導ながらも隊員からの評判は上々であった。
葵 ツバサ（） / ファイアー4
1987年12月21日生まれの21歳。血液型はAB型。遅れて合流したスカイチームの一人。一人称は「俺」。冷静沈着で自他共に認める高い実力を持つが、高慢で自己顕示欲が強く単独行動に走りやすいが、子供には優しく情に厚い面もある。かなりの秀才であるが、アメリカの大学に通っていたころはクラスメイトのリツカに全く歯が立たなかったらしい。そのため彼女を一方的にライバル視し、リツカを超えるためにレスキューファイアーに入隊するが、彼女に好意を寄せている節があり妄想癖も見られる。
当初はタツヤがファイアー1であることを不服に思っていたが次第に彼を認めるようになり、第45話では「タツヤ、お前それでもファイアー1か？」と叱咤した。「10年早いんだよ!」が口癖。
スーツカラーはブラック。解散後は世界消防庁の広報担当となり職員募集のコマーシャルに出演、世界消防庁の知名度アップに貢献している模様。
航 ジュン（） / ファイアー5
20歳。血液型はA型。スカイチームの一人で、ツバサの弟分的存在。一人称は「僕」。頭脳明晰だが、行動が短絡的という欠点がある。童顔であることに強い劣等感を持っている。当初はツバサ同様タツヤのことを軽視していたが、次第に打ち解けていき年下だが「センパイ」と呼んで慕うようになる。隊員の中で唯一眼鏡をかけている。これは視力低下ではなく、大人っぽく見せるためであり、レスキューファイアーが解散してからは外している。写真撮影が趣味らしく、時々デジカメでビークルなど、さまざまな物の写真を撮っている。学生のころ、アメリカで留学中にレスキューダイバーの姿を目の当たりにしたことから、レスキューファイアーに入隊を志願した。
アメリカに留学していた経験（もしくは、演じる水野がアメリカ出身であること）もあり、オーストラリアに出場中のシーンにて英語を喋るシーンがあった。父親であるユキオは大企業航ホールディングスの経営者で、英才教育を幼いころから受けていたが、本人はユキオの跡を継ぐことは拒んでいる。
スーツカラーはライトブルー。解散後は新設された東京消防庁ヘリコプター部隊に配属され部隊長に就任。
大河 リク（）
25歳。血液型はO型。レスキューファイアーの隊長。3人兄弟の真ん中っ子である。一人称は「私」もしくは「俺」。ファイアースーツの開発テスト装着員として1から5の全スーツの着装をした過酷な試験や事故により現在は着装出来ない身体になっているため、普段は司令室で指揮を執っていることが多い。それでも武道ではリツカたちやジャカストやジョウカエンの力で火炎魔人化したサカエンを軽く翻弄するほどの強さを誇る。タツヤを初めとした隊員を叱り付けることもあり、その際の口癖は「バカモン!」がお約束。任務や過失には厳しいが、人々の安全と共に、隊員たちの身の上も決してないがしろにすることは無い優しさや、隊員たちを食事に誘う気さくな一面も持ち合わせる。超火災鎮圧後の決め台詞は「ミッション・クリア!」。隊長服のデザインは黒字にゴールドのラインが入ったものとなっている。解散後は消防教習所の教官となった｡

### 支援者・関係者
杉山 タマミ（）
ファイアーフェニックス内の食堂で働く女性。愛称は「タマちゃん」。明るい性格で、隊員たちとも仲がいい。皆を幸せな気持ちにする料理を作ることが夢で、給料の大部分は料理の研究に使っているが、ときに名古屋出身の影響からか珍妙な料理を作り出すことも。小さい体に似合わず非常に大食いである。年相応に、恋愛やゴシップには興味がある様子。
実家は名古屋シティの大須商店街にある喫茶店。レスキューファイアー解散後はユウマと結婚し、妊娠したシーンも見られた。
刑部 零次（）
世界消防庁長官。ジャカエンの脅威をいち早く察知してレスキューフォースに代わる新組織レスキューファイアーを設立した。前作の劇場版「トミカヒーロー レスキューフォース 爆裂MOVIE マッハトレインをレスキューせよ!」にも登場した。
終盤には単身でモンゴルに赴き、青き龍に関する調査を行っており、珠を狙って来たジャカストを生身で簡単に迎え撃った。なお本作品ではR0といったヒーローとしての着装はなかった。
佐伯 文治（）
ビークルの整備を担当するメカニックチーフ。前作にも登場しており、前作登場の中型ビークルを「俺の息子たち」と呼んでいる。神崎や石黒とは異なり、ビークル整備を担当しているためか2人と比べて登場頻度が高い。
大河 直司（）
大河隊長の兄であり考古学者。刑部長官からの依頼でジャカエンに関する調査を行っている。調査のため世界を飛び回っていたが、現在は謎の石版を発見したため帰国している。ジャカエンを倒した勇者と共に戦っていたという龍神の調査も並行して行っている。
大河 飛鳥（）
直司の娘であり、赤い眼鏡をかけており彼の助手を務める。父親よりもしっかりしている。かつてジャカエンを倒した勇者と共に戦っていたという龍神を呼び起こす不思議なペンダント（＝最後の青き珠）を持っている。
大河 マリモ（）
大河隊長と直司の妹、飛鳥の叔母。カウボーイ風の衣装を着ており、ロープアクションを用いてジャカストと戦うほどの実力を持つ。北海道の実家で両親とともに牧場を営んでいる。
神崎 律子（）
技術開発局員。佐伯同様前作にも登場している。現在は石黒同様ヨーロッパで活動している。また、ファイアースーツの開発にも関与していた。
レスキューフォース
世界消防庁が超災害に対応するために結成されたレスキューファイアーの元となった組織。ネオテーラ壊滅後、ヨーロッパに活動の場を移し超災害に立ち向かっている。この回におけるR1とR5以外のメンバーは前作での陣雷響助・香月レイ・白木寿里が引退しており、全員新隊員が勤めている模様。
轟 輝（） / R1（R1マックス）
レスキューフォースのメンバーで第2期レスキューフォースからR1として活躍している。操縦するビークルは前作同様、レスキューストライカーである。
ちなみにレスキューファイアー隊員からは「ヒカル先輩」や「先輩」と呼ばれている。
石黒 鋭二（） / R5
レスキューフォースの隊長でレスキューフェニックスから指示を出している。場合によってR5に着装する。 操縦するビークルは前作ではゼロファイアーだったが、本作品ではレスキューダイバーに搭乗している。「ファイナルレスキュー承認、爆裂的に鎮圧せよ!」の掛け声も健在である。レスキューファイアーの大河隊長とは同期である。

## メカニック
ファイアーフェニックス
レスキューファイアーの本部。前作に登場したレスキューフェニックスの色違いのような概観だが大・中型ビークルのスクランブルのために設置された出動庫はスロープが排除されている。スペースモードでは宇宙でも活動や戦闘ができるなどレスキューフェニックスに比べて性能的には上昇している分、使用頻度は少ないため、発進の際には時間がかかる。小型ビークル発車時はレスキューフェニックス・スパイラルカタパルトモードと似た「ファイアーフェニックス・スパイラルハイウェイ」が展開される。セーフティーシールドも搭載されている。
単体でのファイナルレスキューはウイングに装備された主砲から冷凍液を発射するフリージングキャノンおよび、凍結した敵を本体の突撃で貫くフェニックスクラッシュ。
レスキューフェニックス
前作に登場していたレスキューフォースの本部。本作品ではあまり登場はしなかったが、レスキューフォースのビークルが発進するシーンで登場した。

### レスキュービークル
レスキューファイアーのメンバー専用のビークルは大型および中型ビークルは出撃時のスクランブルモードと消火および救助活動用のレスキューモードの2形態に変形が可能となっており、レスキューファイアーが乗り込むビークルには、数字が振られており、本作品では各メンバー専用の中型・大型ビークルに搭乗している。また、前作のレスキューフォースのビークルも使用されている。
レスキューファイアーの精神状態と連動しているかのような描写がされていることから、彼らの意思がビークルの機動性の良し悪しを左右していると言える。なお、ファイナルレスキューは敵を氷漬けにするなどを行ってから小型ビークルを発射する2段階攻撃となっているが氷漬けなどの技のみや小型ビークル発射のみでも可能となっている。

### 超大型ビークル
『宇宙船 YEAR BOOK 2010』では、総称を「合体ビークル」と記載している。
スーパーファイアードラゴン
ファイアードラゴンを中心にドーザードラゴンとターボドラゴンが合体した最強ビークル。3台分のパワーを併せ持つ。
ファイナルレスキューは3台のビークルのパワーを集結させドラゴンターボファンの力で冷却能力がさらに強化された冷凍液で敵を凍結するスーパーアイストルネードおよび、高速スピンしながらレスキューダッシュ1が敵を貫くスーパードラゴンアタック。
スーパージェットファルコン
ジェットファルコンの機体上部にヘリファルコンがスカイ合体したスカイチーム最強ビークル。
ファイナルレスキューは後部ブースターから放出される超低温の霧により標的の動きを止めるスーパーオーロラブレイクおよび、2台のビークルのパワーを集結させレスキューダッシュ4が敵を貫くスーパーファルコンアタック。
グレートワイバーン
ファイアードラゴン、ドーザードラゴン、ターボドラゴン、ジェットファルコン、ヘリファルコンの5台のビークルが合体したビークルで、文字通りワイバーンのような形状をしている。
ファイナルレスキューはすべてのビークルのパワーを集結させワイバーンの口部から放つ雷撃で敵の動きを封じるインフィニットサンダーおよび、3匹の龍と2羽の隼のエネルギーをまとったレスキューダッシュ1が高速スピンをしながら敵を貫くワイバーンアタック。
レスキューキング
ファイアードラゴンとエクスドラゴンが合体した巨大ロボット。ファイアースーツを模した外形であり、コックピットは頭部に移動し、ファイアー1Xの動きにレスキューキングが連動する。巨大なエクスバッシャーと似た剣キングエクスバッシャーを装備。ファイナルレスキューは標的をXの字に切り裂き、凍結させて粉砕するエクスクラッシュ。このファイナルレスキューは、小型ビークルは発射しない。
ワイバーンキャノン
ジェットファルコン、ヘリファルコン、ドーザードラゴン、ターボドラゴンが合体したキャノン砲。レスキューキングが構えて撃つ。キングエクスバッシャーをセットすることで、レスキューキングに結合しファイアー1Xの操作でファイナルレスキューを発動、小型ビークルが発射される部分から高エネルギー凍結弾を発射して敵を凍結させて粉砕する。グレートワイバーンからファイアードラゴンを省いた形状となっている。玩具では弾の代わりにトミカを発射させ、その関係上ワイバーンキャノンは床面に置いた状態で発射を行う（そもそもレスキューキングがワイバーンキャノンを保持できない）。

グレートワイバーンGX
ファイアードラゴン、ドーザードラゴン、ターボドラゴン、ジェットファルコン、ヘリファルコン、エクスドラゴン、ガイアレオンの7体合体により誕生する最強のビークル。グレートワイバーンをベースにした形状だが、ガイアレオンとエクスドラゴンのパーツが追加されたことにより攻撃力と安定性がパワーアップされた。しかしその反面でメインの操縦者であるファイアー1Xへの負荷が激しく、龍神の青き珠の力を手に入れるまで合体に耐え切れずにいた。
ファイナルレスキューは口部・肩部・前足部から放射される超強力冷却ビームにより対象の動きを封じるグレートハリケーンおよび、連続発射された5台の小型ビークルによる突撃で敵を粉砕するグレートワイバーンアタックで、周囲の超火災を一瞬で完全鎮火するほどの威力をもつ。全ビークルのファイナルレスキューで唯一、小型ビークルを2台以上発射する。
ドリルストライカー
レスキューストライカーとレスキュードリルが合体したビークル。なお、前作のビークルであるがレスキューファイアーの初合体ビークルである。合体するときは、Qスケが「ドラゴンアップ」ではなく、レスキューフォース同様「ハイパーアップ」と言った。ファイナルレスキューは前作同様ドリルブースト。
スーパーレスキューマックス
レスキューストライカーとレスキューダイバーが合体した巨大ロボット。劇中では火炎魔人化したサカエンを撃破した。ファイナルレスキューは前作同様ドリルブラスター。
ジェットビハイクルモード
レスキューストライカーとレスキューダイバーの合体したビークル。本編では、上空からジャカエンを攻撃した。
ケルベロスドラゴン
ファイアードラゴンにカスタムビークル全5種をレスキュー合体させたビークル。ケルベロスをモチーフとしている。合体はレスキューメガホーンを用いて行われる。
レスキューファイアーとレスキューフォースのレスキュービークルが合体したのはこれが初めてとなった。
ファイナルレスキューはファイアードラゴンおよび全カスタムビークルから発射される冷凍光線で標的を凍結させるケルベロスクラッシュ。
このファイナルレスキューはドラゴンアタックを使用せず、ケルベロスドラゴンそのものの突撃でとどめを刺す。

### 大型ビークル
ファイアードラゴン
ファイアー1が乗り込むはしご車型のビークル。移動時はトレーラー型のスクランブルモードとなり、玩具版では小型ビークルを4台搭載できる。現場では屈折放水車の機能を持ったレスキューモードとなり、消火活動を行う。ドラゴンラダーからは「ドレインウォーター」という高圧水流を放射する他、それ自体による殴打も巨大火炎魔人との戦いでは有効である。またドラゴンアンカーで要救助者などに対し、ロープを射出することも可能。
ファイナルレスキューはハシゴから発射する龍を模した冷凍液で敵を凍結するアイストルネードおよび、高速で射出された小型ビークルの突撃で敵を粉砕するドラゴンアタック。ドラゴンアタックはドーザードラゴンとターボドラゴンも使用する。
ジェットファルコン
ファイアー4が乗り込む大型ジェット機型のビークル。中央の翼が展開することでスクランブルモードからレスキューモードに変形する。ハイドロミサイルと呼ばれる液化窒素のミサイルにより上空から消火活動を行う。ホバリングも可能。ファイナルレスキューは後部ブースターから放出される超低温の霧を標的に巻きつけ、動きを止めるオーロラブレイクおよび、小型ビークルの突撃で敵を粉砕するファルコンアタック。ファルコンアタックはヘリファルコンも使用する。なお、この機体のファルコンアタックは内部のローラーカタパルトによって、小型ビークルの突撃速度は、全ビークル中最速、最強となる。
エクスドラゴン
V-VELエンジンやセーフティシールド、AIを搭載した救急車型ビークル。操縦は外部からレスキューメガホーンで行うが、内部にコックピットもあり操縦も可能。スクランブルモードからドリルモードに変形することができる。また、単体でエクスドラゴンロボになることができる。ファイナルレスキューはダッシュから二つの腕を使うパンチを繰り出すエクス流星パンチで、どんな敵でも粉々にする必殺技である。AI搭載、レスキューメガホーンで操作可能なことから、Qスケ曰く「弟」。Qスケと違い感情は持たず、レスキュー活動に特化したものとなっている。レスキュー活動の際にはファイアー2、火炎魔人との戦闘の際にはファイアー1が主に使用する。
『レスキューフォース』で活躍したレスキューマックスのような2体合体ロボとは違い、単体で変形する。トミカヒーローシリーズ初の単体変形ロボであり、日活初の巨大ロボットでもある。玩具版ではフロント部分に小型ビークルを2台搭載することができるが本編では未使用で、劇中では要救助者の護送に使われる。
ガイアレオン
エクスドラゴン同様V-VELエンジンやAIを搭載したライオン型ビークルで、ドリルや大型ショベル、ドーザーやクレーンなどを搭載した複合建設作業車形態にも変形できるが、劇中ではタマちゃんがスクランブル要請を出した際に少しだけ登場したのみである。エクスドラゴン同様にレスキューメガホンで操作するが、AIによる自立行動も可能。ファイナルレスキューは口から4体のライオン状の高エネルギー凍結弾を放ち相手を凍結させ、粉砕するレオンバースト。レスキューキングを背に乗せて戦闘も出来る。エクスドラゴン同様にこの機体もQスケ曰く「弟」である。プライドが高く自分が認めた者以外のいうことは聞かないが、認めた者に対してはスクランブルの要請がなくとも自ら出撃することもある。また、レスキュー活動に対する判断力も持ち合わせている。
レスキューストライカー
かつてレスキューフォースの主力として活躍した大型ビークル。レスキューフォースから貸与されていた。本作品ではターボドラゴンが完成するまではレスキューダッシュ3をコックピットにファイアー3が搭乗していた他、ファイアードラゴン修理中の際にはファイアー1がレスキューダッシュ1をコックピットに搭乗した。能力的には次世代のレスキュービークルに比べ見劣りはするがファイアードラゴンなどをサポートする。ファイナルレスキューは前作同様ウォーターキャノン。レスキュードリルが火炎魔人にされた際には、救い出されたレスキュードリルと合体、ドリルストライカーが再登場した。カニタンクエンの攻撃からファイアー1を守ったことで大破したが、イギリスで修理され再びR1の搭乗機となった。その際、性能が強化され、再登場したカニタンクエンに互角以上の戦いを見せ、撃破した。
レスキューダイバー
最初回想シーンにて1度登場し、レスキューフォース所属のビークルとして再び登場。本作品ではR5がコアストライカーキャプテンをコックピットにしてメインパイロットを務めている。
ゼロファイヤー
中型ビークルをヨーロッパへ輸送するシーンにて登場。

### 中型ビークル
ドーザードラゴン
ファイアー2が乗り込むブルドーザー型のビークル。ドラゴンバケットと呼ばれるバケットを装備している。また機体左側にワイヤーであるドラゴンアンカーを装備している。ファイナルレスキューは敵に向かって地面を冷却液で凍結させてゆき、その上を走行して凍結した敵を投げ飛ばし、ドラゴンアタックで粉砕するバインドクラッシュ。またファイアードラゴンを投げ飛ばし、回転した状態でファイアードラゴンがアイストルネードを打ち出すコンビネーションアタックもあった。
ターボドラゴン
ファイアー3が乗り込むブロアー車型のビークル。ドラゴンターボファンと呼ばれる巨大ファンを装備している。大規模災害における、全車両への司令・データ発信機能を持つ。ファイナルレスキューは巨大ファンから送り出される強風で敵の動きを封じ、ドラゴンアタックで粉砕するブラストハリケーン。
ヘリファルコン
ファイアー5が乗り込むジェットヘリ型のビークル。小型ジェット型のスクランブルモードとヘリコプター型のレスキューモードを持つ。特殊冷凍弾を撃ち込むハイドロイレイザーで消火活動を行う。ファイナルレスキューはプロペラの高速回転で生じた竜巻で標的の動きを封じ、ファルコンアタックで粉砕するフリーズコールダー。
カスタムビークル
レスキューフォースと共に活躍した中型ビークルの色違い。本編ではR1が日本に輸送し、チューンナップされた。玩具ではカスタムジョイントと呼ばれるパーツによってさまざまな形状への変形および他のビークルとの合体が可能である。なお、レスキューライザーはチューンナップされなかった。
レスキュードリル
ウカエンによってドリルエンにされるも、ファイアー1が救出した。後にブラックタイプとして再登場し、ステルス機能が搭載された。
レスキュードーザー ブルータイプ
あらゆる攻撃に耐えられるように超強化されたレスキュードーザー。
レスキューショベル レッドタイプ
超火災に対応できるように特殊コーティングされたレスキューショベル。
レスキューターボ レッドタイプ
風圧強化システムが搭載されたレスキューターボ。
レスキュークレーン グリーンタイプ
特殊セラミックス加工されたレスキュークレーン。耐火性に優れているだけでなく室内温度も一定に保つことができる。

### 小型ビークル
レスキューダッシュ1
ファイアー1が搭乗するパトカー型のビークル。ファイアードラゴンのコックピットにもなる。前作のコアストライカーとは異なりパトランプを除くエアロパーツの設置が行われておらず、パワーアップ改造も行われず全編において同じ車種が使用された。前作では着装後もシートベルトを締めていたが、スーツのコネクタがシートに直接固定される。劇中では「ダッシュ1」とだけ呼称される（ダッシュ2から6も同様）。第9、50話ではQスケが、第44話ではレスキューフォースのR1・轟輝も運転したこともある他、第30話ではタツヤの妄想シーンではあるが大河が運転するシーンも描かれた。第47話ではサカエンに乗っ取られてしまった。
ベースはZ34型フェアレディZ（トミカNo.55-8/No.40-7）。カラーはバイブラントレッドカラークリアーソリッド。
レスキューダッシュ2
ファイアー2が搭乗する救急車型のビークル。ドーザードラゴンのコックピットにもなる。
ベースは旧レスキューフォースにおけるコアエイダー同様、パラメディック（2代目） 。玩具では旧レスキューフォースのコアエイダーの金型を使用。
レスキューダッシュ3
ファイアー3が搭乗するワゴン車型のビークル。
ベースは3代目キューブ（No.17-8）。カラーは前作のコアセイバー同様、ダイヤモンドシルバーメタリック。玩具版およびCGでは実車にはないガラスルーフの塗装が施されている。
レスキューダッシュ4
ファイアー4が搭乗するスポーツカー型ビークル。
ベースは36型スカイラインクーペ（セダンはNo.113-2として登場したがクーペは未登場）。トミカでは先代のV35クーペ（2005年に応募景品として制作）を使用している。ボディカラーはスーパーブラック。
レスキューダッシュ5
ファイアー5が搭乗するSUV型ビークル。パトランプは付いていない。また、ヘリファルコンに付属しているレスキュートミカシリーズ レスキューダッシュ5 エキストラモデルとレスキューフォーストミカシリーズのコアダイバーはボディーカラーが同じである。
ベースは旧レスキューフォースにおけるコアセイバー/コアダイバー同様、2代目エクストレイル（No.75-8）。ただし、前作同様CGでは初代エクストレイルベースとなっている。ボディカラーはサファイアブルーパールメタリック。
レスキューダッシュ6
大河が公用などの際に搭乗するSUV型ビークル。小型ビークルの中で唯一、大・中型ビークルのコックピットにはならない。
ベースは2代目ムラーノ（ノーマルトミカ版は未登場）。カラーはグレイッシュブロンズメタリック。
車体および搭乗者を保護するためのバリアーを発生させる「セーフティシールド」が装備されており、劇中ではレスキューダッシュ1、4、6が使用した。特に6はセーフティシールドをまとった状態での体当たり攻撃も披露している。
ウェーブサーチ・パワーサーチ
ドーザードラゴンの訓練プログラムで登場。
コアストライカーマックス
レスキューフォースのR1の操縦する最速小型ビークルでレスキューストライカーの操縦席になる。AIの声の雰囲気は多少変わっている。レスキュートミカシリーズでも登場した。
コアストライカー・コアセイバー・コアサーチ（サイレンタイプ）
前作にも登場したビークル（コアサーチ/サイレンタイプは除く）。こちらは後期エンディングにのみ登場。
コアストライカーキャプテン
R5の乗り込む小型ビークルで、レスキューフォースではゼロファイヤーだったが本作品ではレスキューダイバーの操縦席になっている。
ダッシュファイアー（長官機）
世界消防庁長官専用の小型ビークル。ベースはダッシュ1と同様フェアレディZ・Z34で、カラーリングはレスキューフォースの映画版に登場したコアストライカーファイヤーと同じ。本編には未登場。
セーフティシールド号
車種は日産・スカイラインクロスオーバー。本編には登場せず、日産自動車が配布していたパンフレット「セーフティシールド 安全パトロールに出動せよ!!」にて登場。ファイアー1がドライバーを担当した。

### ファイアースーツ
レスキューファイアーの共通装備である強化スーツ。レスキューフォースのレスキュースーツからさらに発展されており、モチーフは消防服。ベースカラーは隊員ごとにそれぞれ異なる。ラインのカラーは黄色。コードネームは胸部の装甲とバックパックの中央部にある。
ヘルメットの顔の部分のメッシュバイザーで覆われている。また、頭頂部には龍の頭部の飾りがある（色はスーツのカラーと同じだが、ファイアー2のみ赤色）。また、バイザーと龍の飾りの宝石の部分はファイアー1、ファイアー2が青、ファイアー3がオレンジ色。パトライトは頭頂部にあり、ファイナルレスキューの際に点滅する。ヘルメット部は着装後の着脱が可能。
バックパックにトライバッシャーが収納されている。レスキューフォースのスーツ左肩に装備されていた酸素マスクも装備しているが、普段はどこに収納されているかは不明。最大の特徴として隊員ごとにヘルメットの形状も異なっており、ファイアー1のものを基本に、ファイアー2は顎の部分にバケット状のプロテクター、ファイアー3は頭部に2つのファンがついている。ファイアー1Xは頭頂部が龍の意匠が盛り込まれており、バイザー（赤）がXの形になっている他、胸部や脚部パーツが変化し、スーツに赤のラインが入っている。
またスカイチームのものは装甲が鋭角的になっており、メット部分のデザインが他のメンバーとは大幅に異なっていて、頭頂部の飾りが隼のものになり、パトライトがメットに埋め込まれている他、バイザー（黄色）はビークルの操縦やファイナルレスキューを発動させる際に展開して顔を覆う。形状はファイアー4のものを基本にファイアー5は側面にプロペラ状の飾りがある。
基地内でしか着装できなかったレスキューフォースと違い、レスキューメガホーンやジェットカリバーがあれば屋外の現場で着装が可能である（前作の劇場版に登場したR0の着装システムを参考に作られたと思われるが、R0がコアストライカーファイヤーのトランク部分に収納された装置を用いて着装しているのに対し、ファイヤースーツはそれらを用いらずに着装している点が異なる）。

### レスキューツール
レスキューブレイカー
レスキューフォースも使用していた万能ツール。ファイアー1 - 3のバックパックの右側に収納されている。主にファイアー2がブレイクアックスとブレイクハンマーを戦闘に使用する。詳しくはトミカヒーロー レスキューフォースを参照。
なお、本作品では新たにエネルギーを溜め一回転することで周囲の敵を一掃する必殺技アックスストームが追加されている。
レスキューメガホーン
要救助者などに呼びかけるためのメガホンで、通信機としても使用可能。レバーを動かすことでレスキュースーツの着装やビークルの発進なども行うことができる。ビークル操縦の際にはハンドルにセットされる。ファイアー1のものは、TF-Qへの変形機能を持つ。そのことも関係するのかファイヤー1と他メンバーでは音声も若干異なっている（TF-Qが流暢かつ元気よくしゃべるのに対し、オリジナルであるレスキューメガホーンは淡々とした口調になっている）。なお、ファイアー1のレスキューメガホーンはTF-Qが導入される前はファイアー2、ファイアー3、および隊長の大河の物と同一の機能だった。
トライバッシャー
消火器型のツール。ファイアー1 - 3のバックパックの左側にセットされている。消火活動に使用する他、ジャカエンとの戦闘ではソードモード・ガンモードに変形させて使用する。ソード、ガンモードでは龍のレリーフにレスキュー魂を込めるドラゴンチャージを行うことによって、強力な必殺技を発動することができる。
消火モード
消火活動に使用するモード。通常の消火器を遥かに上回るパワーがある。
ガンモード
ジャカエンとの戦闘に使用する射撃戦専用モード。ドラゴンチャージを行うことにより、必殺技であるブリザードバレットを放つことができる。
ソードモード
ジャカエンとの戦闘に使用する接近戦専用モード。ドラゴンチャージを行うことにより、必殺技であるブリザードスラッシュを放つことができる。

ジェットカリバー
スカイチームが天空着装に使用するツール。ジェットモードとソードモードの二つのモードがあり、ジェットモードでは内蔵されたマイクが「天空着装」の声を認識することで着装が可能。ビークル操縦の際にハンドルにセットされる際には刃と柄は収納される。またソードモードではファルコンチャージを行うことにより、必殺技の天空Vの字斬りを発動する。柄の先端のジェットバーナーを稼働させることで空を飛ぶことも可能。中央部のファンは指令を発する際のディスプレイにもなる。また、変形はしないが、ファンを高速回転させて消火を行う消火モード、剣先から光弾を放つガンモードもある。
エクスバッシャー
元々は、かつてジャカエンを封印したといわれる伝説の剣「龍導剣」である。ドンカエンの内部に封じられていた。最初はただの錆付いた剣で、タツヤのレスキュー魂と一体となって変化した。キーチェンジによるモードチェンジを行い、エクスホイールを高速回転させるドラゴンチャージを行うことにより、エクス着装や、ファイナルレスキューの発動などを行うことが出来る。
エクス着装
「X-FIRE UP」の部分に鍵を回転させ、ドラゴンチャージを行うことによって、ファイアー1をファイアー1Xへとエクス着装させる。同時に刀身の刃も展開する。エクス着装はタツヤの体力を著しく消耗し、一定時間が経過するとカウントダウンと共に自動的に解除される。最初はあまりにも希望の力が強く変化した影響で、タツヤの肉体が体力限界になって気を失ってしまった。
龍王エクス斬り
「X-ATTACK」の部分に鍵を回転させ、ドラゴンチャージを行うことによって、龍の形をした衝撃波を2つ放ち、Xを描くように切り裂く必殺技龍王エクス斬りを発動する。
ファイナルレスキュー
レスキューキング搭乗時に「F-RESCUE」の部分に鍵を回転させ、ドラゴンチャージを行うことによって、レスキューキングのファイナルレスキューであるエクスクラッシュもしくはワイバーンキャノンを発動する。
消火銃モード
柄部を使用する強力な消火銃。消火器として使用できるほか、敵を空に打ち上げる威力がある。

青き珠
水竜が持つといわれる青い宝玉。伝説の勇者が青き龍と出会ったといわれる場所に封印された青き龍の化身。エクスバッシャーにはめ込むことでパワーアップすることが出来る。
一つ目の「信」の珠を手に入れることで、ファイアー1Xは7体合体に耐えられるようになった。二つ目の「清」の珠はジョウカエンに奪われ、「濁」となってしまったが、ソーホー彗星での戦いで奪還し、再び「清」となった。三つ目の「喜」の珠は名古屋シティの地下でジョウカエンが復活と同時に手に入れ、「悲」に変化し終盤にてジョウカエン魔人に変貌を遂げたが、ファイアー1Xとの死闘の末、奪還し、「喜」へと戻った。最後の「友」の珠はペンダントに形を変えて勇者の故郷であるモンゴルにもたらされていたが、既にここを訪れた飛鳥の手に渡っており、四つ目の「愛」の珠の龍を救った。
レスキューコマンダー
レスキューフォースが着装や通信やビークル発進指令などで使用する総合ツール。
マックスコマンダー
R1がR1マックスに着装するときなどに使用するR1マックス専用のコマンダー。
レスキュークラッシャー
レスキューフォースが使用するツール。本編ではR2とR5がホエールモードを使用した。
マックスディバイダー
R1マックスが使用するツール。本編では、ソニックディバイダーを放ち三幹部を倒した。
レスキューザンバー
レスキューフォースの映画やテレビで使用されたツール。本編ではR1マックスとR3が使用した。
レスキューカード
レスキューフォースの着装やビークル指示を行なうためのプログラムが組み込まれた、特殊なカード。

### ジャカエン
ネオテーラ壊滅後に現れた古代の「火族」。地球温暖化によって北極の氷が解けたことにより復活した。世界征服を目論み世界各地で超火災を引き起こす。その正体は、人間が炎を悪用して地球を蝕んでいたことに対して、万物の憎しみから生まれた存在である。体を冷やされることは彼らにとって拷問に等しい苦痛のようで、三幹部は作戦に失敗すると、ドンカエンの命令によりお仕置きが行われる。序盤は体を冷やされるお仕置きが多かったが、次第にその回に登場した火炎魔人の特徴に応じたお仕置きが行われることが多くなる。
ドンカエン
ジャカエンの首領で巨大な炎の姿をしている。三幹部に超火災の発生を命じる。失敗した幹部に対しては容赦ないお仕置きを行う。かつて世界征服を企んだが、勇者によって北極の氷の中に封印された。三幹部を吸収し一つ首の火龍に変化してレスキューキングと戦うが、敗北したことで力の大半を失い、体が縮小してしまった。本来は四つ首の龍の姿であり、まだ完全な姿ではなかった。
完全体になるためにジョウカエンに指揮を任せて地下の溶岩の中で眠りに就いていたが、終盤で復活。単独で火龍となって、自身を第二の太陽と化して地球に猛暑をもたらし、さらに三幹部と合体して完全体の四つ首の龍となった。グレートワイバーンGXを圧倒し、三幹部を切り離されてもなおレスキューキングを窮地に陥れるも、最後はファイヤー1Xによって再び封印され、宇宙を彷徨うこととなった。
ジョウカエンに対する処遇などを見ると、冷徹な性格であることが窺える。名前の由来は首領（ドン） 。
ジョウカエン
中盤より登場したジャカエンの最高幹部で、ウカエンら三幹部よりも格上の存在。古代において、人間との共存を訴えドンカエンに反旗を翻したため南極の氷河に封印されていたが、打倒レスキューファイアーに業を煮やしたドンカエンによって封印を解かれた。
人間の悲鳴を聴くことに喜びを見出し、面白半分に破壊活動を行ったり超火災を発生させたり、三幹部やジャカストを痛めつけたりするなどかなりサディスティックな性格をしている一方で大河の言葉に対して「お前たち人間は裏で汚ぇこと考えるくせによ!」と激昂したりなど、人間に対する強い憎悪を抱いている。
常に不気味な笑い声を発しており、冗談にも本気にも受け取れない発言をする。首領であるドンカエンをタメ口で呼び捨てにし、三幹部を「君」付け（チュウカエンのみ「ちゃん」付け）で呼ぶ。戦闘能力といったジャカエン幹部としての実力は高く、三幹部を火炎魔人にする能力を持ち頭の羽飾りを使い「ハイパーカエン」を行い巨大化させる。
三幹部同様、普通の火炎魔人も生み出せる（その際、火種は必要としない）。2体以上を同時に巨大化および合体させる「ハイパーガッタイエン」を行うことも可能。なお羽飾りは三幹部に預けることで、三幹部が任意に使用することが出来る。顔を上下逆に回転させることで怒りの面になり、口調も荒々しくなる。展開することで鋏にもなる剣を武器として使用し、剣から発するパワーを火炎魔人に送ることでさらに強化させることが出来る。
ドンカエンには忠誠的ではなく、彼が完全体となる前にレスキューファイアーを壊滅させ地球を征服しようと企んでいた。その一方では、終盤においては体に限界が来ているためかドンカエンの復活を望んでいるかのような発言もしている。
「清」の青き珠を手に入れクリスマスに世界中で超火災を起こし、さらには地球に接近したソーホー彗星を地球に衝突させようとする。しかし、ファイアー1Xとの戦いに敗れ青き珠を奪還され、自らハイパーガッタイエンによりソーホー彗星と合体してスイセイエンとなり地球に衝突しようとするが、グレートワイバーンGXに撃破された。その後、名古屋シティの地下にあるマグマの中で回復すると共に、三つ目の青き珠「喜」を手に入れた（この間、名古屋シティは超温暖化現象に見舞われた）。
終盤で、古代に人間とジャカエンとの争いを話し合いで解決させようしたことが判明する（反旗を翻したり、忠誠的でないのはこの出来事が起因している）が、ドンカエンに騙された人間によって酷い仕打ちを受け、人間に裏切られたと思い込んだことによって現在に至った。ファイアーフェニックスを占拠して人間を滅ぼそうとするが、「悲」の青き珠で火炎魔人となるがファイアー1Xとの最終決戦を通じて、本来の顔と心を取り戻しドンカエンに立ち向かったが、完全体の前には力及ばずマグマに落とされて消滅。名前の由来は上。
三幹部
ドンカエンの命令を受け、様々な物質を火炎魔人に変えて超火災を起こす。ネオテーラと違い、三幹部内での上下関係は無い。口癖はそれぞれの名前の由来の英語の頭文字から。勝手な理由で人間に燃やされた万物の怒りから生まれた存在であることが終盤で判明した。
3人一緒に仲良く食事したりと基本的に仲は良いようだが、他の幹部が失敗してお仕置きされる姿を笑い者にしていたり（直接お仕置きを実行したこともある）、手柄を横取りしようとして足の引っ張り合いをしたりするなどチームワークが良いとは言い難い。最終的にドンカエンと共に宇宙を彷徨うこととなった。
ウカエン
軍人口調の三幹部の一人で頭脳派の男。主に機械や無機物を火炎魔人に変える。語尾に「…であーる（R）」と付ける。三幹部の中で最も陰湿な性格で卑劣な作戦を計画、実行している反面で、間抜けな一面や、お仕置きを恐れている節もある。戦闘やリベンジカエンの際は手に持った蛇の巻き付いた形状の杖を使う。火を噴くほど辛い食べ物が好物だが苦い食べ物が苦手。名前の由来は右（Right） 。
ドンカエンの力を受けたことによりパワーアップし、リベンジカエン無しでも巨大な火炎魔人を生み出したりなどができるようになった。さらに杖にもドンカエンのパワーを受けることでパワーの制御に成功し、口癖がなくなり、コミカルな面もなくなった。しかし、ファイアー1との一騎討ちで杖を破壊されてしまい、元の性格に戻ってしまった。
サカエン
三幹部の一人で力自慢の男。主に動物を火炎魔人に変える。語尾に「える（L）」と付ける。戦闘やリベンジカエンの際は鉄球を使う。火炎魔人にする動物を捕獲しなければならないためか、他の二人と比べて苦労人な面が目立つ。単純で意地っ張りな一面もあり、人に馬鹿にされることを最も嫌う。手の形状のためかジャンケンではパーしか出せない。ウカエン同様、辛い食べ物を好むが卵アレルギーを持っているため、卵がダメ。名前の由来は左（Left） 。本編中ではジョウカエンによって火炎魔人にされた回数が三幹部の中で最も多い。
チュウカエン
ギャル口調で話す三幹部の紅一点。主に食べ物や植物を火炎魔人に変える。語尾に「…だしー（C）」と付ける。戦闘やリベンジカエンの際はいつも手に持った扇を使う。名前の由来は中（Center） 。高慢で身勝手な性格で、感情に任せてスタンドプレーに走ったり、仲間に非協力的な態度を示すことが多い。
料理が得意でウカエンやサカエンに振舞うこともあるが、自分の作りたい料理を作って押し付けるだけであるため、その腕が確かであるにもかかわらず、二人には非常に不評。

火炎魔人
三幹部が「ジャカ玉（ジャカだま）」と呼ばれるコア状の物質を種火に投げ込みそこから現れた炎が対象の物体を取り込み変化した怪物。生み出した三幹部が「リベンジカエン」と唱えることで現れる炎により巨大化&パワーアップをする。動物型（犬やカラスなど）や意思があるもの（例としてはレスキュードリルなど）はレスキューメガホーンで呼びかけることによって、火炎魔人から救い出すことができ、対象物体を失った火炎魔人は紫の炎を出し暴走に近い状態になる。
2体の火炎魔人に同時にリベンジカエンを行うことで合体し、さらに強力な合体火炎魔人「ガッタイエン」になることも可能。さらに三幹部全ての力を結集した「トリプルガッタイエン」も登場した。なお、生き物については生きている状態でなければ火炎魔人にはなれない（劇中では死んでいるイカを火炎魔人にしたが、すぐに黒焦げになってしまったことがある）。
ジョウカエンは三幹部を火炎魔人にすることができ（強化・暴走させる）、「ハイパーカエン」を行うことにより巨大化させることができる（巨大化した三幹部はファイナルレスキューで倒されると、元の姿に戻り空の彼方に飛ばされる）。火炎魔人になった幹部は始終暴走するわけではなく何らかの拍子に正気に戻ることもある。また、三幹部がジョウカエンに渡された羽飾りを使用して任意に火炎魔人になることもできる。完全体のドンカエンにより強化された三幹部は自ら火炎魔人化することができるようになる。
ジャカスト
ジャカエンの一般兵。鳴き声は「ジャカ」。火柱のような形状の剣を武器としている。一体一体に「個」としての明確な意思があるのかどうかは不明だが、サカエンに作戦立案のアドバイスをしたりドンカエンの命令により各幹部へのお仕置きを忠実に実行するなど、高い知能を持っている模様。倒されるか、長い時間体が水に触れていると、消滅してしまう。

## キャスト

### レギュラー、準レギュラー
- 炎タツヤ / ファイアー1 - 久保翔
- 恵ユウマ / ファイアー2 - 川田祐
- 雪リツカ / ファイアー3 - 中村優
- 葵ツバサ / ファイアー4 - 福山一樹[注 7]
- 航ジュン / ファイアー5 - 水野真典[注 7]
- 隊長・大河リク - 藤重政孝
- タマちゃん - 中村静香
- 佐伯文治 - 春海四方
- 大河直司 - 佐藤弘道
- 大河飛鳥 - 伊藤綺夏

### 声の出演
- Qスケ - 高木礼子
- AI - 飯島肇
- ドンカエン - 郷里大輔→大友龍三郎（第48 - 51話）[注 8]
- ジョウカエン - 桐井大介
- チュウカエン - 渡辺明乃
- ウカエン - 千葉進歩
- サカエン - 茶風林

### ゲスト
- 刑部零次 - 藤岡弘、（第1・25・49 - 51話）※特別出演
- 恵ヨシエ - しのへけい子（第4・11・38話）
- 恵タツゴロウ - 岩尾拓志（第4・38話）
- ジロウ - 井上雅稀（第4・11話）
- 大森 - 田窪一世（第12話）
- ミエ - 太田美恵（第13・25・37・38・47・48話）
- 石黒鋭二 / R5 - 岩永洋昭（第18[注 9]・37・38話）
- 神崎律子 - 渡辺奈緒子（第19・30話）
- 池家哲之助 - 寺十吾（第21話）
- サヤカ - Erina（第22話）
- 五十嵐ナツキ - 野上智加（第23話）
- 五十嵐カズオ - 森下能幸（第23話）
- 五十嵐ナオト - 畠山紫音（第23話）
- コウタ - 北村匠海（第29・38話）
- マヤコ - 皆川陽菜乃（第29・38話）
- 建設業者 - 長友光弘（響）（第29話）
- 世界消防庁職員 - 小林優介（響）（第29話）
- 航ユキオ - 田中要次（第35・38話）
- タツヤの父親 - 金井茂（第37話）
- 轟輝 / R1･R1マックス - 猪塚健太（第37・38・43・44話）
- コアストライカーマックス音声、レスキューコマンダー音声 - 中山大吾（第37・38・44話）
- 永沼あずさ - 小林あずさ（第40話）
- モモエリ - 桃華絵里（第40話）
- アナウンサー - 荒井千里（第40話）
- ハイパーレスキュー名古屋指揮官 - 城谷光俊（第40 - 42話）
- ケンタロウ - 河合龍之介（第40 - 42話）
- イベントの司会 - 水口美希（第41話）
- 女子高生 - SKE48（第41・42話）
- ケンタロウの妻 - 改野由佳（第41話）
- ニュースキャスター - 相澤伸郎（第42話）
- 福島 - 猪野学（第42話）
- 福島ノボル - 枠谷康平（第42話）
- 名古屋シティメイヤー - 河村たかし名古屋市長（第42話）
- 大河マリモ - 岡あゆみ（第43話）
- 岬コウジ - 与座重理久（第46話）
- 岬ナナ - 辻美優（第46話）
- 村の長 - 大道寺俊典（第49話）

### スーツアクター
スーツアクターはOPで表記されている。
- ファイアー1[1] - 翁長卓
- ファイアー2[1] - 井上雅稀
- ファイアー3[1] - 田口南
- ファイアー4[1] - 中島厚也
- ファイアー5[1] - 渋江勝
- ジョウカエン[2] - 八原雅行
- チュウカエン[2] - 伊禮友希恵
- ウカエン - 中島厚也[2]→城谷光俊[2]（第16話 - ）
- サカエン[2] - 松井武士

## スタッフ
- 企画・原案 - 平雄一郎、夏目卓弥、黒田徹
- チーフプロデューサー - 村川淳(テレビ愛知)、小掛慎太郎、久保弥
- プロデューサー - 鈴木勇人(テレビ愛知)、鈴木祐治、伊平崇耶、湊谷恭史、田中尚美
- シリーズ構成 - 山田隆司
- 脚本 - 山田隆司、成田良美、平野靖士、江良至、広田光毅、井上美緒
- 音響監督 - 野崎博樹
- 音楽 - 佐橋俊彦
- 音楽プロデューサー - 井上俊次(ランティス)
- 音楽制作 - NIKKATSU
- 音楽協力 - テレビ愛知ミュージック
- 撮影 - 富田伸二
- 照明 - 鈴木敏雄
- 美術 - 中川理仁
- 録音 - 新開賢
- MA・選曲 - 小宮元
- 編集 - 松本朗
- スクリプター - 近岡多恵子
- 助監督 - 土岐洋介
- 制作担当 - 稲葉裕紀
- ラインプロデューサー - 大林慶多、鈴木嘉弘
- 撮影助手 - 伊庭隆行、和田光代
- 照明助手 - 小日向賢治、窪田大輔
- 美術助手 - 小林亜紀
- 録音助手 - 日高成幸
- 装飾 - 吉村昌悟
- 衣裳 - 渋谷清人
- メイク - 内城千栄子
- 操演 - 小林正巳
- カースタント - 雨宮正信、佐藤裕、中島啓介、大谷奈津江
- 音響効果 - 渋谷圭介
- EED - 稲川実希
- 編集助手 - 森津永
- 制作デスク - 美坂有子
- AP - 壷井大輔
- 制作プロダクション - NIKKATSU、白組
- アクション監督 - 大道寺俊典
- 監督 - 岩本晶、おかひでき、舞原賢三、森田淳也、松永大司、千村利光、アベユーイチ、草野陽花
- 製作 - テレビ愛知、dentsu

## 放映リスト
- 大河リク役の藤重政孝がサブタイトルを読み上げる。

| 放送日   | 話数 | サブタイトル                                          | 登場火炎魔人 | 監督         | 脚本     |
| -------- | ---- | ----------------------------------------------------- | --- | ------------ | -------- |
| 2009/4/4 | 1    | 新たな敵 ほえよファイアードラゴン                     | ムカデエン、バイクエン（複数）→ハイパーバイクエン | 岩本晶       | 山田隆司 |
| 4/11     | 2    | タツヤが心配 相棒は超ウザロボット                     | イヌカエン | 岩本晶       | 山田隆司 |
| 4/18     | 3    | ミス・パーフェクト リツカの秘密                       | キノコエン | おかひでき   | 成田良美 |
| 4/25     | 4    | ユウマの約束 頼むぜドーザードラゴン                   | ケイタイエン | おかひでき   | 平野靖士 |
| 5/2      | 5    | ママもカラスもみんな、 がんばってる                   | カラスエン | おかひでき   | 江良至   |
| 5/9      | 6    | タツヤとユウマがケンカして 超火災だ                   | バナナエン | 舞原賢三     | 広田光毅 |
| 5/16     | 7    | 狙われた レスキューフォースのビークル                 | ドリルエン | 舞原賢三     | 山田隆司 |
| 5/23     | 8    | ハエカエンを吹き飛ばせ ターボドラゴン                 | ハエカエン | 舞原賢三     | 平野靖士 |
| 5/30     | 9    | ストライカーがピンチ！ いくぞ三体合体                 | タンクエン+カニカエン=カニタンクエン | 岩本晶       | 江良至   |
| 6/6      | 10   | タマちゃん ＶＳ チュウカエン                          | | 岩本晶       | 成田良美 |
| 6/13     | 11   | 心のふるさと、 下町を火の海から守れ                   | トラックエン+キャベツエン=キャベトラエン | 岩本晶       | 平野靖士 |
| 6/20     | 12   | 動物園がたいへん そしてリツカの弱点                   | ヘビカエン | おかひでき   | 成田良美 |
| 6/27     | 13   | 学園はオレがまもる 笑顔の向こう側                     | ロボットエン | おかひでき   | 山田隆司 |
| 7/4      | 14   | 超火災は海の上！ 出現、謎のジェット                   | イカカエン、イカッターエン（イカ+カッター） | おかひでき   | 山田隆司 |
| 7/11     | 15   | 新たなる仲間 出場、スカイチーム                       | マメカエン | 舞原賢三     | 江良至   |
| 7/18     | 16   | きめろスカイ合体！ スーパージェットファルコン         | ネッコエン、クモカエン | 舞原賢三     | 広田光毅 |
| 7/25     | 17   | 高く舞い上がれ、 ヘリファルコン                       | ナツカゼエン | 舞原賢三     | 井上美緒 |
| 8/1      | 18   | 宇宙で超火災！？ 飛びたてファイアーフェニックス       | ロケットハナビエン | 岩本晶       | 平野靖士 |
| 8/8      | 19   | 五体合体！ 誕生、グレートワイバーン                   | ロボットエン（二体目）+イカカエン（二体目）+キノコエン（二体目） =ロボイカキノコエン | 岩本晶       | 山田隆司 |
| 8/15     | 20   | 相棒の記憶を とりもどせ                               | ケイタイエン、ハエカエン、ガッタイエン、 キャベトラエン、ロボットエン、ネッコエン、 クモカエン、ナツカゼエン、ロボイカキノコエン （以上全て回想に登場）、 ハイパーバイクエン（二体目） | 森田淳也     | 井上美緒 |
| 8/22     | 21   | 水着で着装 渚の特別訓練                               | オバケエン | 松永大司     | 広田光毅 |
| 8/29     | 22   | 巨大台風を 爆鎮せよ                                   | | 松永大司     | 平野靖士 |
| 9/5      | 23   | 大渋滞、 間に合うかレスキューファイアー               | バイクエン、イヌカエン、キノコエン、オバケエン （以上全て回想に登場）、 バラカエン | 松永大司     | 広田光毅 |
| 9/12     | 24   | ウカエンパワーアップ！ ファイアー１が負ける？         | カッチュウエン | 舞原賢三     | 広田光毅 |
| 9/19     | 25   | 立ち上がれタツヤ 新ビークルと共に                     | カッチュウエン | 舞原賢三     | 山田隆司 |
| 9/26     | 26   | めざめよ！ エクスバッシャー                           | ドンカエン（不完全体） （ドンカエン+ウカエン+サカエン+チュウカエン） | 舞原賢三     | 山田隆司 |
| 10/3     | 27   | 未知なる強敵 ジョウカエン                             | サカエン魔人 | 千村利光     | 成田良美 |
| 10/10    | 28   | みんな大事な 仲間たち                                 | カラスエン（二体目）、ムカデエン（二体目） | 千村利光     | 江良至   |
| 10/17    | 29   | 熱き男 ツバサの優しさ                                 | チュウカエン魔人 | 千村利光     | 平野靖士 |
| 10/24    | 30   | 隊長の過去 ガイアレオン！スクランブル！               | サカエン魔人 | アベユーイチ | 広田光毅 |
| 10/31    | 31   | 青き珠の秘密 完成、七体合体！                         | チュウカエン魔人+サカエン魔人=ハイパーサカチュウカエン | アベユーイチ | 山田隆司 |
| 11/7     | 32   | リツカもタジタジ 誇り高きガイアレオン                 | ウカエン魔人 | アベユーイチ | 成田良美 |
| 11/14    | 33   | 力を合わせろ ワイバーンキャノン発動！                 | ウカエン魔人+カッチュウエン（二体目）=ウカッチュウエン | 松永大司     | 平野靖士 |
| 11/21    | 34   | 絶体絶命 タマちゃん着装！？                           | チュウカエン魔人、サカエン魔人 | 松永大司     | 広田光毅 |
| 11/28    | 35   | 父にとどけ、 ジュンのレスキュー魂                     | サカエン魔人+ハエカエン（二体目）=ハエサカエン | 松永大司     | 井上美緒 |
| 12/5     | 36   | 二つ目の青き珠を 手に入れろ                           | チュウカエン魔人+サカエン魔人+ウカエン魔人=ウカサカチュウカエン | 岩本晶       | 江良至   |
| 12/12    | 37   | 緊急出場 レスキューフォース                           | チュウカエン魔人、サカエン魔人、ウカエン魔人、 ハイパーバイクエン（三体目）、ケイタイエン（二体目）、トラックエン（二体目）、 タンクエン（二体目）、ロケットハナビエン（二体目）、キノコエン（三体目）、 マメカエン（二体目）、キャベツエン（二体目）、バラカエン（二体目）、 イカカエン（三体目）、ハエカエン（三体目）、クモカエン（二体目）、 カニカエン（二体目）、ムカデエン（三体目）、カニタンクエン（二体目）、 カッチュウエン（三体目）、ロボイカキノコエン（二体目） | 岩本晶       | 平野靖士 |
| 12/19    | 38   | 地球を救え グレートワイバーンＧＸ                     | スイセイエン（ジョウカエン+ソーホー彗星） | 岩本晶       | 山田隆司 |
| 12/26    | 39   | 特別訓練 チームワークでひとつになれ！                 | | 草野陽花     | 井上美緒 |
| 2010/1/9 | 40   | 名古屋シティで超火災？ レスキューファイアー、緊急出場 | ウカエン魔人 | 千村利光     | 平野靖士 |
| 1/16     | 41   | コアラを救え！ レスキュー魂ときしめん魂               | コアラエン | 千村利光     | 成田良美 |
| 1/23     | 42   | 生きていたジョウカエン 名古屋城、天守閣の決闘         | シャチホコエン（2体）→ハイパーシャチホコエン | 千村利光     | 山田隆司 |
| 1/30     | 43   | 大河隊長、 故郷へ帰る！？                             | ウカエン魔人、バイクエン（複数）→ハイパーバイクエン | 岩本晶       | 広田光毅 |
| 2/6      | 44   | 着装せよダブル１！ 友情の新レスキュー合体             | サカエン魔人+ウカエン魔人+カニカエン（複数） =カニウカサカエン | 岩本晶       | 江良至   |
| 2/13     | 45   | 炎のチョコレート 波乱のバレンタインデー               | チョコバナナエン、チョコバナナチュウカエン（チュウカエン+チョコバナナ） | 草野陽花     | 成田良美 |
| 2/20     | 46   | 熱き約束 今明かされるツバサの過去                     | ウカエン魔人、ウカッターエン（ウカエン魔人+カッター） | 草野陽花     | 平野靖士 |
| 2/27     | 47   | 乗っ取られた ファイアーフェニックス                   | チュウカエン魔人、サカエン魔人、ウカエン魔人 | 松永大司     | 広田光毅 |
| 3/6      | 48   | 決着 ファイアー１ＶＳジョウカエン                     | ジョウカエン魔人 | 松永大司     | 江良至   |
| 3/13     | 49   | 最大の危機 ドンカエン、完全復活                       | チュウカエン魔人+サカエン魔人+ウカエン魔人=ウカサカチュウカエン | 岩本晶       | 広田光毅 |
| 3/20     | 50   | 奇跡をおこせ 青き珠                                   | ドンカエン（完全体） | 岩本晶       | 山田隆司 |
| 3/27     | 51   | 最終決戦 ドンカエンを爆鎮せよ！                       | ドンカエン（完全体） | 岩本晶       | 山田隆司 |

## 主題歌
主題歌は全てランティスからリリースされている。

### オープニングテーマ
「レスキューファイアー」（第1話 - 第29話、第51話のED）
歌: JAM Project、レーベル: ランティス、作詞・作曲: 影山ヒロノブ、編曲: 鈴木マサキ
本編で挿入歌としても使用される。OP映像の冒頭部分にはレスキューフォースのR1も僅かながら登場し、バトンタッチを思わせる形である。また、第6話からは、映像の一部が変更。第15話より、ファイアー4と、ファイアー5の紹介映像が流され、映像も大幅に変更された。
「爆鎮完了!レスキューファイアー」（第30話 - 第51話）
歌: JAM Project、レーベル: ランティス、作詞・作曲: 影山ヒロノブ、編曲: 鈴木マサキ
第31話以降からは挿入歌としても使用される。

### エンディングテーマ
「BURNING HERO (TVバージョン) 」（第1話 - 第29話）
歌: Rey、レーベル: ランティス、作詞: 原田謙太、作曲・編曲: Rey
本編でも不定期的に挿入歌として使用される。ED映像ではレスキューフォースのビークルが登場する（コアダイバーは未登場）。第15話からは、キャラクターが追加されたうえ、画像も一部変更された。
「レスキュー体操 (TVバージョン) 」（第30話 - 第50話）
歌・作詞・作曲: きただにひろし、編曲: 栗山善親・寺田志保
ED映像ではレスキューファイアーのビークルとカスタムビークルとレスキューフォースの小型ビークルが登場する。また、曲を歌うきただにひろしが顔出し出演をしている。
ちなみに同曲の振り付けは直司役の佐藤弘道が担当している。
第39話では、佐藤弘道の振り付け映像が出されており、映像も一部移動した。

### 挿入歌
「Rescue Dream!」（第14話 - 第17話、第19話、第46話）
歌: Rey、レーベル: ランティス、作詞: 原田謙太、作曲: 田崎慎也、編曲: Rey
「Three souls」（第23話）
歌: JAM Project、レーベル: ランティス、作詞・作曲: きただにひろし、編曲: R・O・N
「レスキューキング」（第26話 - 第29話、第32話、第35話、第38話 - 第40話、第45話）
歌: Rey、レーベル: ランティス、作詞: 原田謙太、作曲: 田崎慎也、編曲: Rey
「いでよ ガイアレオン」（第30話、第32話 - 第34話、第39話、第43話、第48話）
歌: JAM Project featuring・遠藤正明、レーベル: ランティス、作詞・作曲: 遠藤正明、編曲: 三宅博文

### 特別BGM
「レスキュービークル、発進!」（第37話・第43話）
レスキューフォースのビークルが発進するシーンに使用されるBGM。本編ではレスキューファイアー隊員と石黒隊長の通信のシーンで使用された。
「The Life〜マックス合体バージョン〜」（第37話）
レスキューマックスやスーパーレスキューマックスに合体するシーンで使用されるBGM。本編では、レスキューストライカーとカニタンクエンの対決シーンで使用された。ノンクレジット。
「STORY-レスキュー魂ver-」（第38話・第44話）
レスキューフォースのレスキュー活動中に使用されるBGM。本編ではジェットビハイクルモードの登場やジャカエンとの対決などで使われた。

## 放送局
| 放送地域       | 放送局             | 放送期間                                             | 放送時間                              | 系列           | 備考      |
| -------------- | ------------------ | ---------------------------------------------------- | ------------------------------------- | -------------- | --------- |
| 愛知県         | テレビ愛知         | 2009年4月4日 - 2010年3月27日                         | 土曜 8:00 - 8:30                      | テレビ東京系列 | 制作局    |
| 関東広域圏     | テレビ東京         | 2009年4月4日 - 2010年3月27日                         | 土曜 8:00 - 8:30                      | テレビ東京系列 |           |
| 大阪府         | テレビ大阪         | 2009年4月4日 - 2010年3月27日                         | 土曜 8:00 - 8:30                      | テレビ東京系列 |           |
| 北海道         | テレビ北海道       | 2009年4月4日 - 2010年3月27日                         | 土曜 8:00 - 8:30                      | テレビ東京系列 |           |
| 岡山県・香川県 | テレビせとうち     | 2009年4月4日 - 2010年3月27日                         | 土曜 8:00 - 8:30                      | テレビ東京系列 |           |
| 福岡県         | TVQ九州放送        | 2009年4月4日 - 2010年3月27日                         | 土曜 8:00 - 8:30                      | テレビ東京系列 |           |
| 岐阜県         | 岐阜放送           | 2009年4月8日 - 2010年4月7日                          | 水曜 17:30 - 18:00                    | 独立局         | [ 注 11 ] |
| 愛媛県         | 愛媛朝日テレビ     | 2009年4月18日 - 2010年4月10日                        | 土曜 7:00 - 7:30                      | テレビ朝日系列 | [ 注 12 ] |
| 新潟県         | 新潟テレビ21       | 2009年4月19日 - 2010年4月11日                        | 日曜 6:30 - 7:00                      | テレビ朝日系列 |           |
| 大分県         | 大分朝日放送       | 2009年4月19日 - 2010年4月17日                        | 日曜 6:30 - 7:00                      | テレビ朝日系列 | [ 注 13 ] |
| 長野県         | 長野放送           | 2009年4月22日 - 2010年4月14日                        | 水曜 15:30 - 16:00                    | フジテレビ系列 |           |
| 広島県         | 広島ホームテレビ   | 2009年4月25日 - 2010年4月3日                         | 土曜 7:00 - 7:30                      | テレビ朝日系列 | [ 注 14 ] |
| 福島県         | 福島中央テレビ     | 2009年4月25日 - 2010年4月10日                        | 土曜 10:00 - 10:30                    | 日本テレビ系列 | [ 注 15 ] |
| 岩手県         | 岩手めんこいテレビ | 2009年4月28日 - 2010年4月20日                        | 火曜 16:54 - 17:24                    | フジテレビ系列 |           |
| 宮城県         | 東日本放送         | 2009年4月29日 - 2010年4月12日                        | 月曜 16:24 - 16:54                    | テレビ朝日系列 | [ 注 16 ] |
| 和歌山県       | テレビ和歌山       | 2009年5月3日 - 2010年4月18日                         | 日曜 8:30 - 9:00                      | 独立UHF局      | [ 注 11 ] |
| 奈良県         | 奈良テレビ         | 2009年5月5日 - 2010年3月30日                         | 火曜 7:30 - 7:59                      | 独立UHF局      | [ 注 11 ] |
| 静岡県         | テレビ静岡         | 2009年5月23日 - 2010年3月27日 2010年4月3日 - 6月5日  | 土曜 11:00 - 11:30 土曜 5:15 - 5:45   | フジテレビ系列 |           |
| 熊本県         | 熊本朝日放送       | 2009年5月24日 - 2010年5月30日                        | 日曜 6:30 - 7:00                      | テレビ朝日系列 |           |
| 滋賀県         | びわ湖放送         | 2009年6月16日 - 2010年3月23日 2010年3月30日 - 6月1日 | 火曜 17:15 - 17:45 火曜 17:30 - 18:00 | 独立UHF局      |           |
| 京都府         | KBS京都            | 2009年6月26日 - 2010年6月11日                        | 金曜 17:00 - 17:30                    | 独立UHF局      |           |

- テレビ愛知では『レスキューフォース』に引き続く形で再放送が平日朝などに行われた。
- 同じくテレビ愛知では2010年3月22日に中京ローカルで第40話 - 第42話に新規カットを追加したスペシャル番組『レスキューファイアー ナゴヤを救え!炎の勇者たち』が放送された。

## 特典DVD
『トミカヒーローレスキューフォース・トミカヒーローレスキューファイアー R1→ファイアー1 W爆鎮ムービー 〜うけつがれるレスキュー魂〜』
『てれびくん』2009年5月号付録DVD収録の特別編。2作品の紹介をしつつ海外へ旅立つ直前のR1がファイアー1たちと共演する内容となっている。
『トミカヒーローレスキューファイアー 超ビークル大集合DVD』
『テレビマガジン』2009年10月号付録DVD収録。ビークル紹介にファイアー1Xのアクションシーンが新録されている。

## レスキューファイアーオリジナルMOVIE
キャンペーンオリジナルムービー。それぞれ連動した特別オリジナル映像となっている。
スタッフ
- 監督・脚本 - 松永大司
- アクション監督 - 大道寺俊典
- 撮影 - 髙橋創

### ラインナップ
『トミカヒーロー レスキューファイアー 激突!3大幹部 『レスキューファイアー VS 三幹部』編』
てれびくん2009年9月号付録DVD収録映像。
『トミカヒーロー レスキューファイアー 激突!3大幹部 『ファイアー1 VS ウカエン』編』
2009年8月7日以降に夏のイベントや一部店頭で配布される「DVDチラシ」に収録。
『トミカヒーロー レスキューファイアー 激突!3大幹部 『スカイチーム VS サカエン』編』
2009年7月18日以降、玩具店の店頭設置のモニターで上映。
『レスキューファイアー・ポージング講座 ファイアー1〜ファイアー3編』
2009年8月7日より公式サイトで配信されているネットMOVIE。
レスキューファイアー隊員マニュアルDVD
2009年8月-10月までに行われる『トミカヒーローレスキューファイアー隊員DVDゲットラリー』で応募するともらえる『レスキューファイアー隊員マニュアルDVD』に、『トミカヒーロー レスキューファイアー 激突!3大幹部 『ファイアー1 VS ウカエン』編（完全版）』とファイアー4・ファイアー5編を加えた『レスキューファイアー・ポージング講座（完全版）』を収録。8月下旬より発送。

## 漫画版
『テレまんがヒーローズ』2009年春号では2作品の交代劇が描かれる、漫画『レスキューフォース&レスキューファイアー 〜受け継がれるレスキュー魂〜』が掲載。2009年夏号ではファイアー4&5が着任した直後のエピソード『トミカヒーロー レスキューファイアー -超特別編-』を掲載。どちらも著者は松本久志。

## ゲーム

### 最強最速バトルレーサー
セガ開発のアミューズメントのレースゲーム『最強最速バトルレーサー』とのコラボレーション企画。ファイアードラゴンのマシンカードを使うことによりレース参戦できる。
ファイアードラゴンカード
てれびくん2009年9月号付録。
ファイアードラゴン（ブルーモデル）カード
DXジェットファルコン初回限定特典。またはゲーム設置店でもらえる。カードの絵柄はそれぞれ異なる。
ファイアードラゴン（グリーンモデル）カード
デックス東京ビーチ館で2009年7月 - 9月まで行われたスタンプラリー『キッズスタンプラリーinお台場 〜レスキューファイアー×バトルレーサー〜』でもらえる。

## 映像ソフト化
- 本篇のDVDは2009年8月28日 - 2010年4月23日に発売。セル版は10巻まで各巻2話収録、11巻以降は各巻4話（18巻のみ3話）収録で全18巻、レンタル版は各巻4話（13巻のみ3話）収録で全13巻。またセル版には数量限定生産として限定トミカを付属した2巻セット版も発売された（10巻まで）。

## 補足
- 2017年度のトミカフェスティバルにて『トミカハイパーレスキュー ドライブヘッド 機動救急警察』のSUPER★DRAGONの古川毅が視聴しており本作品の大ファンとなって、オープニングを歌う切っ掛けとなった[4]。